# بالدوين سبنسر
بالدوين سبنسر (بالإنجليزية: Baldwin Spencer)‏ (و. 1948  م) هو سياسي أنتيغوي، ولد في أنتيغوا وباربودا، هو عضوٌ في الحزب التقدمي الموحد.

## مناصب
تولى منصب وزير الخارجية ‏ (6 يناير 2005–13 يونيو 2014)، ورئيس وزراء أنتيغوا وباربودا (24 مارس 2004–13 يونيو 2014).

## التعليم
تعلم في كلية روسكين ‏.